# Never Gonna Say I'm Sorry
"Never Gonna Say I'm Sorry" är en sång av svenska gruppen Ace of Base, utgiven på singel i mars 1996. Det är den tredje singeln från albumet The Bridge.
Låten är skriven av Jonas Berggren, som försökt återskapa framgångarna med "All That She Wants". Berggren påpekar likheterna mellan de två, vilket han skrivit om i albumkonvolutet."

## Video
Musikvideon är regisserad av Richard Heslop, som tidigare regisserat videon till "Beautiful Life". Videon innehåller datorgenererad grafik, och spegeleffekter för att få en känsla av "lustiga huset", som i videon till Abba:s "SOS". I USA, släpptes aldrig videon då det amerikanska skivbolaget Arista Records var besvikna över alla videor från The Bridge, och beslutade att inte släppa någon video till singeln alls.
I mars 1996, flera månader efter videon spelats in, gavs singeln ut. I Europa kombinerades singelsläppet av en kort marknadsföringsturné av gruppen, och två alternative videor. Då gruppen befann sig i Europa, och ingen annan marknadsföring fanns, blev listframgångarna i USA måttliga, med topplaceringen #106. För första gången hade Ace of Base misslyckats med att hamna bland Top 40 i USA.
Videon var den sista där Malin gjorde något större framträdande.
I Europa följdes "Never Gonna Say I'm Sorry" av "My Déjà Vu".

## Låtlistor

### CD-singel, Australien
1. "Never Gonna Say I'm Sorry" (kort version) - 3:16
2. "Never Gonna Say I'm Sorry" (lång version) - 6:34
3. "Never Gonna Say I'm Sorry" (rockversion) - 4:02
4. "Never Gonna Say I'm Sorry" (Sweetbox Funky Mix) - 6:46

### USA, maxisingel
1. "Never Gonna Say I'm Sorry" - 3:16
2. "Never Gonna Say I'm Sorry" (Sweetbox, utökad mix) - 6:46
3. "Never Gonna Say I'm Sorry" (Lenny B's Club Mix) - 8:24
4. "Never Gonna Say I'm Sorry" (Lenny B's Organ-ic House Mix) - 7:14

## Officiella versioner/Remixversioner
- Album Version / Short Version / Originalversion - 3:16
- Lenny B's Club Mix - 8:24
- Lenny B's Organ-ic House Mix - 7:14
- Long Version / Utökad - 6:34
- Rock Version - 4:02
- Sweetbox Funky Mix / Sweetbox, utökad mix - 6:46
- Sweetbox Radio Edit

## Medverkande
- Sång av Linn Berggren, Jenny Berggren
- Stabguitar av Chuck Anthony
- Musik av Jonas Berggren
- Text av Jonas Berggren
- Producerad av Denniz Pop, Max Martin och Jonas Berggren
- Inspelad och prioducerad i Cheiron Studios

## Listor
| Lista                                          | Topplacering |
| ---------------------------------------------- | ------------ |
| Australiska ARIA-singellistan                  | 79           |
| Österrikiska singellistan                      | 38           |
| Kanadenssika Hot 100                           | 53           |
| Chilenska Top 100                              | 18           |
| Danska singellistan                            | 12           |
| Finländska singellistan                        | 17           |
| Franska singellistan                           | 41           |
| Tyska singellistan                             | 44           |
| Svenska singellistan                           | 24           |
| Amerikanska Bubbling Under Hot 100 Singles     | 6            |
| Amerikanska Hot Dance Music/Maxi-Singles Sales | 18           |
| Brittiska (Official Charts Company)            | 13           |

### Fotnoter
1. ↑  Berggren, Jonas: The Bridge (album booklet), page 2. Arista Records, 1995
2. 1 2  Swedish Singles Chart (läst 21 oktober 2012)
3. ↑  German Singles Chart - search for "Never Gonna Say I'm Sorry" in the "Nach was soll gesucht werden?" box (läst 14 oktober 2012)
4. ↑  UK Singles Chart Chartstats.com (Läst 21 juni 2006)